# Рокленд Тауншип (округ Беркс, Пенсільванія)
Рокленд Тауншип (англ. Rockland Township) — селище (англ. township) в США, в окрузі Беркс штату Пенсільванія. Населення — 3646 осіб (2020).

## Демографія
Згідно з переписом 2010 року, у селищі мешкало 3778 осіб у 1413 домогосподарствах у складі 1101 родини. Було 1469 помешкань
Расовий склад населення:
| - 97,7 % — білих - 0,4 % — азіатів - 0,3 % — чорних або афроамериканців - 0,1 % — корінних американців |

До двох чи більше рас належало 1,1 %. Частка іспаномовних становила 1,8 % від усіх жителів.
За віковим діапазоном населення розподілялося таким чином: 22,6 % — особи молодші 18 років, 64,8 % — особи у віці 18—64 років, 12,6 % — особи у віці 65 років та старші. Медіана віку мешканця становила 44,4 року. На 100 осіб жіночої статі у селищі припадало 102,8 чоловіків;  на 100 жінок у віці від 18 років та старших — 99,4 чоловіків також старших 18 років.
Середній дохід на одне домашнє господарство  становив 92 948 доларів США (медіана — 80 373), а середній дохід на одну сім'ю — 109 429 доларів (медіана — 113 090). Медіана доходів становила 58 988 доларів для чоловіків та 51 270 доларів для жінок. За межею бідності перебувало 3,6 % осіб, у тому числі 0,0 % дітей у віці до 18 років та 10,1 % осіб у віці 65 років та старших.
Цивільне працевлаштоване населення становило 2281 особа. Основні галузі зайнятості: освіта, охорона здоров'я та соціальна допомога — 25,0 %, виробництво — 21,0 %, будівництво — 12,5 %, роздрібна торгівля — 9,5 %.